# Banda Mel
Banda Mel, heute Bandamel, ist eine Axé-Gruppe aus Bahia.

## Werdegang
Banda Mel wurde 1984 als Karnevalsblock in Salvador da Bahia gegründet. Die Band hatte im Verlauf der Zeit fünf verschiedene Formationen. Eine der ersten bestand aus Boock Jones, Janete Dantas und Jaciara Dantas, welche 2002 im Alter von 38 Jahren an Pankreatitis in einem Krankenhaus in Salvador da Bahia starb.
Die zweite Besetzung bestand aus Márcia Short, Róbson, Alobêned Airam, Jailton Dantas und Dito Régis. Patrícia Alvaia, welche durch ihren Songs „A Flor do Olodum“ und „Maluco beleza“  bekannt wurde, gehörte zur dritten Formation. Patrícia Alvaia trat 1993 in Belo Horizonte im Fußballstadion Mineirão auf. Wie Márcia Freire und Aline Rose wechselte sie zur Gruppe Cheiro de Amor. Zu ihren größten Erfolgen zählen Songs wie „Protesto do Olodum (E Lá Vou Eu)“, „A Flor do Olodum“, „Mulher Primazia“, „Barca Furada“, „Levada de Romance“, „Prefixo de Verão“, „Baianidade Nagô“, „Crença e Fé“ und „Conversa Fiada“. 

## Diskografie
- Força Interior (1987)
- E Lá Vou Eu (1988)
- Mel do Brasil (1989)
- Prefixo de Verão (1990)
- Negra (1991)
- Banda Mel (1992)
- Mãe Preta (1993)
- O Pulo da Gata (1994)
- Todo Mundo Dança (1995)
- Alegria (1996)
- Jeitinho de Dançar (1997)
- Ao Vivo I (1998)
- Ao Vivo II (1999)
- Pra Te Balançar (2000)
- Ao Vivo III - Nossa História (2002)
- Best of Bamdamel (2005)
- Ao Vivo IV - Made in Brazil (2006)

## Besetzung
- Alôbened Airam (Gesang)
- Guto Guitar (Gitarre & Cavaquinho)
- Dito Régis (Perkussion)
- Jailton Dantas (Bass, Gitarre und Produktion)
- Joka Ribeiro (Gesang)
- Cezinha (Schlagzeug)
- Jackson Dantas (Gitarre und Cavaquinho)